# Edmond Mesens
Edmond Louis Mesens, né le 20 décembre 1842 à Woluwe-Saint-Lambert et décédé le 19 juin 1918 à Etterbeek fut un homme politique catholique belge.
Il fut élu conseiller communal à Woluwe-Saint-Lambert (1868-71), puis à Etterbeek (1879-80), où il devint bourgmestre ff. (1881-84), puis bourgmestre titulaire (1884-1897), échevin (1904-07) et enfin à nouveau bourgmestre (1907-mort). Il fut élu député de l'arrondissement de Bruxelles (1888-92; 1894-1900), puis sénateur (1900-1918).

## Sources
- Bio sur ODIS